# ساکوران
ساکوران (به ژاپنی: さくらん Sakuran) یک سری مانگا ژاپنی نوشته شده توسط مویوکو آنو است. این مجموعه توسط انتشارات کودانشا از سال ۲۰۰۱ تا ۲۰۰۳ در مجلهٔ ایونینگ به چاپ می‌رسید. داستان این مانگا دربارهٔ دختری است که با نام‌های مختلفی در طول داستان ظاهر می‌شود و تبدیل به یک «تایو»، یا یک اوئیران (روسپی درباری) عالی رتبه می‌شود. همچنین در سال ۲۰۰۷ فیلمی به این عنوان با بازی آنا تسوچیا در ژاپن انتشار یافت.